# Melanargia caniguleusis
Melanargia caniguleusis är en fjärilsart som beskrevs av Berce 1867. Melanargia caniguleusis ingår i släktet Melanargia och familjen praktfjärilar. Inga underarter finns listade i Catalogue of Life.